# Gephyromantis azzurrae
Gephyromantis azzurrae es una especie de anfibio anuro de la familia Mantellidae.

## Distribución geográfica
Esta especie es endémica de Madagascar. Habita entre los 640 y 689 m de altitud en la parte norte de la cordillera de Isalo.

## Descripción
Las 6 muestras de machos adultos observados en la descripción original tienen una longitud estándar de entre 37.2 mm y 43.7 mm.

## Etimología
Esta especie lleva el nombre en honor a Kintana Azzurra, la hija de Franco Andreone.

## Publicación original
- Mercurio & Andreone, 2007 : Two new canyon-dwelling frogs from the arid sandstone Isalo Massif, central-southern Madagascar (Mantellidae, Mantellinae). Zootaxa, n.º 1574, p. 31-47